# Sandy Lyle

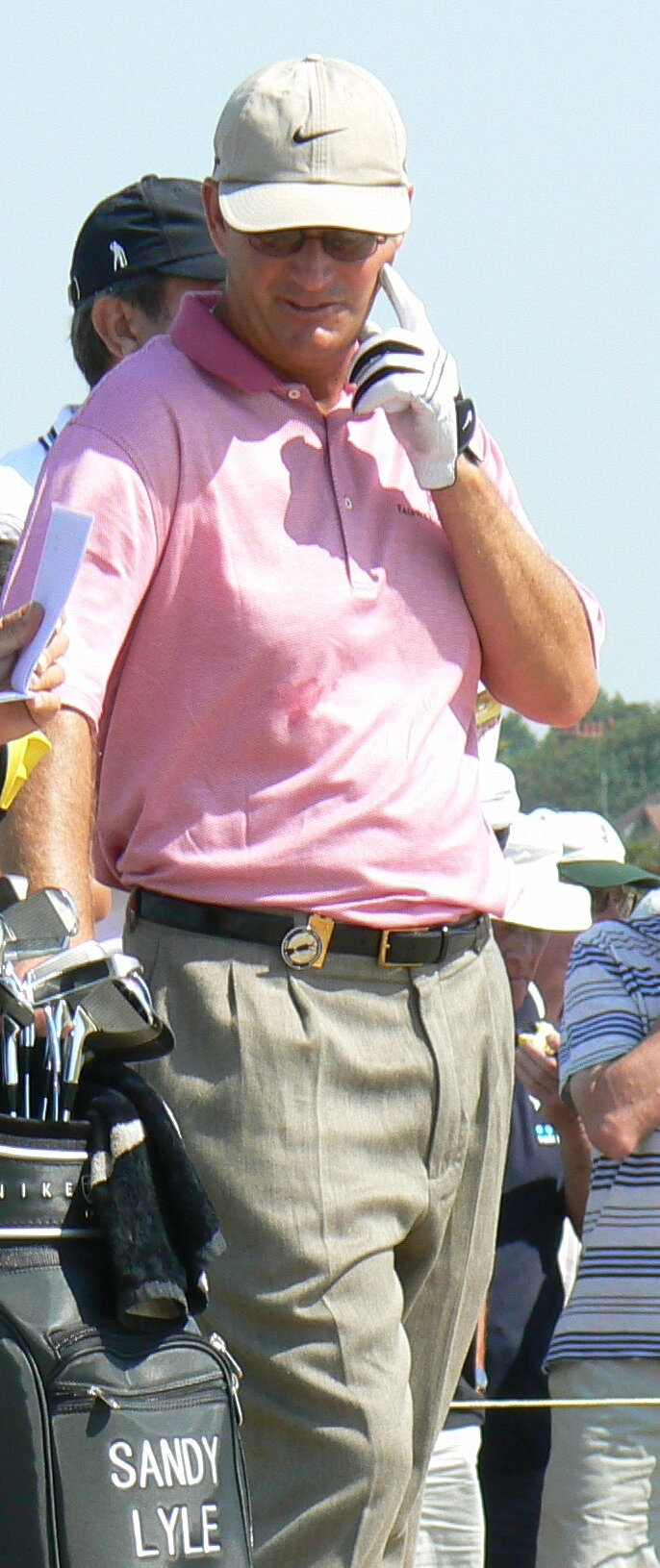

Alexander Walter Barr (Sandy) Lyle (Shrewsbury (Engeland), 9 februari 1958) is een Schotse golfspeler.
Sandy's vader Alex verhuisde van Schotland naar Engeland om als golfleraar te gaan werken bij de Hawkstone Park Golfclub. Sandy kwam dus al heel jong in contact met de golfsport. Hij zat in de periode 1972-1977 in de Engelse selectie. In 2012 werd hij toegevoegd aan de World Golf Hall of Fame.
In april 2023 zette hij definitief een punt achter zijn carrière.

## Amateur
Op 14-jarige leeftijd speelde hij in 1972 al internationale wedstrijden.

### Gewonnen
- 1975: Carris Trophy
- 1975: Brabazon Trophy[1]
- 1977: Brabazon Trophy[1]

### Teams
- Walker Cup: 1977[1]
- St Andrews Trophy: 1976 (winnaars)

## Professional
Sandy Lyle werd in 1977 professional en won dat najaar de Tourschool. Hij heeft als professional driemaal aan de top van de Europese Order of Merit gestaan (in 1979 en 1980) en wereldwijd 27 overwinningen behaald. Sandy Lyle had op jonge leeftijd een opvallende carrière. In 1985 was hij lid van het Ryder Cup Team dat in de Belfry won. In 1987 was hij lid van het Ryder Cup Team dat op Muirfield Village (Ohio) met succes de titel verdedigde.
In 1987 liep zijn huwelijk met Christine op de klippen, met wie hij twee zoontjes had. In 1989 hertrouwde hij met de Nederlandse Jolande Huurman, die in 1986 als masseuse op de Tour verscheen; zij hebben ook twee kinderen. Haar broer Joost Huurman is teaching professional in Nederland.
Hij won nog het Duitse BMW Open (1991) en het Italiaanse Lancia Open (1992). Zijn laatste overwinning  op de European Tour was de Volvo Masters in Sotogrande, Spanje (1992).

### Gewonnen
- 1977: Winnaar Qualifying School
- 1978: Als Rookie wint hij het Nigeriaans Open van de Safari Tour[1]
- 1979: Scandinavian Open, European Open
- 1980: Eerste overwinning op de Europese Tour: de Welsh Classic
- 1981: Open de France, Lawrence Batley International
- 1982: Lawrence Batley International
- 1983: Madrid Open
- 1984: Italiaans Open, Trophée Lancôme
- 1985: Brits Open,[4] Benson & Hedges International Open
- 1988: Masters in Augusta,[4] Wereldkampioenschap Matchplay op Wentworth
- 1991: BMW Open in Duitsland
- 1992: Italiaans Lancia Open, Volvo Masters[3]

#### Senior Tour
- 2011: ISPS Handa Senior World Championship (−12) op de World Cup baan van Mission Hills[1]

### Teams
- Ryder Cup: 1979, 1981, 1983, 1985 (winnaars), 1987 (winnaars)[1]
- Alfred Dunhill Cup: 1985, 1986, 1987, 1988, 1989, 1990, 1992
- World Cup: 1979, 1980 (individueel winnaar), 1987
- Four Tours World Championship: 1985, 1986, 1987
- Hennessy Cognac Cup: 1980 (winnaars), 1982 (winnaars), 1984 (individueel winnaar)
- UBS Cup: 2004

Sommige spelers zijn bekend om de lengte van hun afslag, maar Lyles afslag ligt vaker op de fairway. Mede omdat hij de lange ijzers prefereerde boven de driver. Hij is vooral bekend om zijn bunkerspel. In ruim 57% van de gevallen dat hij in een bunker ligt, kost het hem geen verliesslag.